# لورين لاندا
لورين آن لاندا (من مواليد 9 يونيو 1988-)، ممثلة صوت أمريكية، عملت على الدبلجة الإنجليزية لألعاب الرسوم المتحركة اليابانية وألعاب الفيديو اليابانية.

## أدوارها في الأنمي

### مسلسلات أنمي تلفزيونية
- بليزبلو ألتر ميموري - لايتشي فاي لينغ
- فيت/ستاي نايت Unlimited Blade Works - لوفياجيليتا إيدلفيلت
- فيت/أبوكريفا - سيلينيكي آيسكول يغدميلينيا
- فايري تايل - كاتجا
- شارلوت - ناو توموري
- مغامرة جوجو الغريبة: ستارداست كروسيدرز - مارايا
- هنتر x هنتر (2011) - كالوتو زولديك، أنفاس الملاك الكبرى
- الإكسورسيست الأزرق: ملك كيوتو الملوث - توراكو سوغورو
- هجوم العمالقة - آني ليونهارت
- هجوم العمالقة Season 2 - آني ليونهارت
- هجوم العمالقة: الثانوية - آني ليونهارت
- الخطايا السبع المميتة - ميرلين
- الخطايا السبع المميتة: تلميحات الحرب المقدسة - ميرلين
- سيلور مون S - ميتشيرو كايو/سيلور نبتون
- سيلور مون سيلور ستارز - ميتشيرو كايو/سيلور نبتون
- سيلور مون كريستال Season III - ميتشيرو كايو/سيلور نبتون
- أحجية الشر - نيو هاشيري
- الفتاة الساحرة مادوكا ماجيكا - كيوكو ساكورا
- نوراغامي - نورا
- نوراغامي ARAGOTO - نورا
- سورد آرت أونلاين - ساكويا
- خادم الصفر - كيركي
- إيكي توسن Great Guardians - سونكين تشوبو
- إيكي توسن Xtreme Xecutor - سونكين تشوبو

### أفلام أنمي
- فيلم سيلور مون S: اجتماع سيلور غارديانز التسع! معجزة بلاك دريم هول - ميتشيرو كايو/سيلور نبتون
- ون بيس فيلم Z - آين

## أدوارها في ألعاب الفيديو
- سلسلة ألعاب بليزبلو
  - بليزبلو كالاميتي تريغر - لايتشي فاي لينغ
  - بليزبلو كونتينيوم شيفت - لايتشي فاي لينغ
  - بليزبلو كرونو فانتازما - لايتشي فاي لينغ
- تيلز أوف إكسيليا - ليا رولاندو
- تيلز أوف إكسيليا 2 - ليا رولاندو
- سكالغيرلز - سكويغلي
- دراكنغارد 3 - ون
- ستريت فايتر V - كارين كانزوكي
- سوبر سماش برذرز فور نينتندو 3دي إس و وي يو - روبن الأنثى

## وصلات خارجية
- لورين لاندا على موقع IMDb (الإنجليزية)
- لورين لاندا على موقع كينوبويسك (الروسية)
- لورين لاندا على موقع ANN person (الإنجليزية)